# توفیق قلی‌اف
توفیق قلی‌اف (ترکی آذربایجانی: Tofiq Ələkbər oğlu Quliyev; ۷ نوامبر ۱۹۱۷ – ۴ اکتبر ۲۰۰۰) یک آهنگ‌ساز، نوازنده پیانو و رهبر ارکستر آذربایجانی بود.

## زندگی‌نامه
توفیق قلی‌اف در ۷ نوامبر سال ۱۹۱۷ در روستای پیله‌گاه باکو در امپراتوری روسیه به دنیا آمد. در سن ۱۲ سالگی به خاطر استعداد موسیقی اش توانست وارد آکادمی موسیقی باکو بشود. در سال ۱۹۳۴، به کنسرواتوار باکو پذیرفته شد، جایی که آنجا در دو رشته، یعنی نوازندگی پیانو و آهنگ‌سازی تحصیل کرد.
در همان مدرسه موسیقی به آشنایی با آثار برجسته‌ترین هنرمندان دیرینه اعم از یوهان سباستیان باخ، لودویگ فان بتهوون، پیوتر ایلیچ چایکوفسکی، فرانتس شوبرت و سایر آهنگ‌سازان دست یافت. قریحه درخشان توفیق قلی‌اف به زودی توجه جامعه موسیقی آذربایجان را به خود جذب کرد. در سال ۱۹۳۶ بود که کمیته ملی آموزش آذربایجان به صلاحدید و ابتکار عزیر حاجی‌بیگف، توفیق قلی‌اف را برای ادامه تحصیل روانه کنسرواتوار دولتی چایکوفسکی مسکو کرد. آنجا در کنار اینکه رهبری ارکستر را فراگرفت، برای مدتی در کلاس‌های نوازندگی پیانوی هاینریش نویهاوس حضور پیدا کرد. پس از مدتی کوتاه، در ارکستر معروف «استرادا» ی آن روزگار شروع به کار کرد که تحت هدایت الکساندر سفاسمن، رهبر ارکستر، نوازنده پیانو، موسیقی‌دان و آهنگساز اهل اتحاد جماهیر شوروی سوسیالیستی بود و تا سال ۱۹۳۹ در آنچا مشغول به کار شد.

## اوایل فعالیت
توفیق قلی‌اف نخستین قدم‌های خود در زمینه آهنگ‌سازی را در اوایل دهه ۱۹۳۰ برداشت. در سال ۱۹۳۱، زمانی که هنوز دانشجوی مدرسه موسیقی آصف زینالی باکو بود، به توصیه معلمش آهنگی با استفاده از شعر «دربارهٔ یک پسر بچه مدرسه ای» از میرزا علی‌اکبر صابر ساخت. از سال ۱۹۳۵ به عنوان رهبر ارکستر در تئاتر درام ملی آکادمی دولت آذربایجان به نام مشهدی عزیزبیگف شروع به کار کرد. فعالیت‌های توفیق قلی‌اف به عنوان توده‌شناس از سالهای ۱۹۳۰ آغاز شد، که چه در کارنامه وی و چه در فعالیت‌های مربوط به مسائل موسیقی- اجتماعی آذربایجان از اهمیت قابل توجهی برخوردار بود. توفیق قلی‌اف یکی از شخصیت‌های خلاقی بود که خدمات بزرگی به توسعه و رواج فولکلور آذربایجان از خود نشان داد. وی یکی از اولین آهنگ‌سازان آذربایجانی بود که موسیقی مقامی را به صورت نت درآوردند. در سال ۱۹۳۶ با همراهی «ذاکر باقروف»، دیگر آهنگ‌ساز آذربایجانی، موسیقی‌های مقامی «راست»، سه‌گاه، «زابول» و «دوگاه» را ضبط صدا کرد.
توفیق قلی‌اف درپی بازگشت به باکو در سال ۱۹۳۹، مشغول به امور سازمانی شد تا یک ارکستر ملی دایر کند، هرچند اوج این فعالیت‌ها با بروز جنگ جهانی دوم همزمانی داشت. نخستین ارکستری که توسط وی راه اندازی شد، گروه موسیقی ارتش سرخ نام داشت که به ۴۰۲- امین لشکر پیاده‌نظام شوروی نام‌گذاری شده بود. این ارکستر کنسرت‌های فراوانی را در جبهه مقدم در جریان جنگ اجرا کرد. در طول این سال‌ها بود، که توفیق قلی‌اف تعدادی آهنگ میهن‌پرستانه به وجود آورد. در سال ۱۹۴۳ ارکستر یاد شده به دو گروه تقسیم شد. یکی «نیروی دریایی قرمز» نام داشت که خود توفیق قلی‌اف ریاست آن را عهده‌دار بود. این ارکستر غالباً نه تنها در جهبه‌های مقدم همچون جبه‌های قفقاز و شبه‌جزیره کریمه، بلکه در ترکیب ارتش شوروی در ایران هم کنسرت‌هایی برپا کرد.
پس از اتمام جنگ، توفیق قلی اف کارنامه آهنگ سازی خود را در تئاتر دولتی درام آکادمیک روسی آذربایجان و تئاتر دولتی تماشاگران جوان آذربایجان از سر گرفت. در طول چند سال حضور در تئاترها، آهنگ‌هایی برای نمایش‌های «شب دوازدهم» ویلیام شکسپیر، «نگهبان جوان» آلکساندر فادیف، «آیدین» جعفر جبارلی، «در سواحل دور» حسن سیدبیلی و «ای. قاسمف»، «برادران» رسول رضا، «مرد بیگانه» ناظم حکمت و «زبایی شروان» «انور محمدخانلی» ساخت.